# Make It Clap
Make It Clap è un singolo del rapper statunitense Busta Rhymes, pubblicato nel 2002 ed estratto dall'album It Ain't Safe No More. Il brano vede la partecipazione di Sean Paul e Spliff Star.

## Tracce
1. Make It Clap (featuring Sean Paul and Spliff Star)